# Джон Коллісон
Джон Коллісон (англ. John Collison; нар. 6 серпня 1990) — американський та ірландський підприємець. Наймолодший мільярдер. У 2011 році разом зі своїм братом Патріком Коллісоном заснував компанію Stripe. За даними Forbes, на 2016 рік його статок оцінювався в $1,1 млрд.

## Біографія
У 2007 Джон заснував «Shuppa» спільно зі своїм старшим братом Патріком Коллісоном. Пізніше компанія була об'єднана з Auctomatic, яка в свою чергу була заснована венчурним фондом Y Combinator, і брати переїхали в Силіконову долину.
Auctomatic була софтверною компанією, яка робила інструменти для платформи eBay. Auctomatic була придбана за $5 млн в березні 2008 року, коли Джону було всього 17 років.
У 2009 році Джон, повернувшись в Ірландію, закінчив коледж, а у вересні того ж року поступив в Гарвардський університет. Джон захоплюється пілотуванням літаків і грає на піаніно.
У 2010 році разом з братом відкрив компанію Stripe за підтримки Пітера Тіля, Ілона Маска, Макса Левчина і Sequoia Capital.
У листопаді 2016 року брати Коллісон зі статками по $1,1 млрд кожен стають наймолодшими доларовими мільярдерами в світі серед тих, хто самостійно отримав свій капітал. Це сталося після того, як Stripe отримав нову оцінку вартості з отриманням інвестицій від CapitalG і General Catalyst Partners.